# 波亚莱斯德尔奥约
波亚莱斯德尔奥约，是西班牙卡斯蒂利亚-莱昂阿维拉省的一个市镇。 总面积3km2, 总人口660人（2001年），人口密度220人/km2。